# Oxypetalum appendiculatum
Oxypetalum apendiculatum é um gênero de plantas com flores. Foi descrito pela primeira vez por Carl Friedrich Philipp von Martius. Oxypetalum Appendiculatum pertence ao gênero Oxypetalum e à família Apocynaceae.
Este tipo de planta pode ser encontrado em:
- centro-oeste e sudeste e sul do Brasil
  - Mato Grosso do Sul
  - Minas Gerais
  - São Paulo
  - Rio de Janeiro
  - Paraná
  - Rio Grande do Sul
  - Santa Catarina
- Argentina
  - Corrientes (capital da província)
  - Província de Missiones
- Paraguai